# Reijo Ståhlberg
Reijo Ståhlberg (Finlandia, 21 de septiembre de 1952) es un atleta finlandés retirado especializado en la prueba de lanzamiento de peso, en la que consiguió ser campeón europeo en pista cubierta en 1981.

## Carrera deportiva
En el Campeonato Europeo de Atletismo en Pista Cubierta de 1981 ganó la medalla de oro en el lanzamiento de peso, llegando hasta los 19.88 metros, por delante del francés Luc Viudès (plata con 19.41 metros) y del yugoslavo Zlatan Saracevic (bronce con 19.40 metros).